# AND1
AND1 er navnet på en producent af sportsko og har specialiseret sig indenfor basketballsko/basketballstøvler og og dertilhørende accessories. Firmaet blev stiftet i 1993, og deres hovedkvarter ligger i Paoli, Pennsylvania.
| Firma | Spire Denne artikel om et firma eller en virksomhed i USA er en spire som bør udbygges. Du er velkommen til at hjælpe Wikipedia ved at udvide den. |